# Oregon (Ohio)
Oregon is een plaats (city) in de Amerikaanse staat Ohio, en valt bestuurlijk gezien onder Lucas County.

## Demografie
Bij de volkstelling in 2000 werd het aantal inwoners vastgesteld op 19.355.
In 2006 is het aantal inwoners door het United States Census Bureau geschat op 19.110, een daling van 245 (-1.3%).

## Geografie
Volgens het United States Census Bureau beslaat de plaats een oppervlakte van
98,7 km², waarvan 76,1 km² land en 22,6 km² water. Oregon ligt op ongeveer 182 m boven zeeniveau.

## Plaatsen in de nabije omgeving
De onderstaande figuur toont nabijgelegen plaatsen in een straal van 12 km rond Oregon.